# Gouvernorat de Bethléem
Le gouvernorat de Bethléem est un gouvernorat de la Palestine.

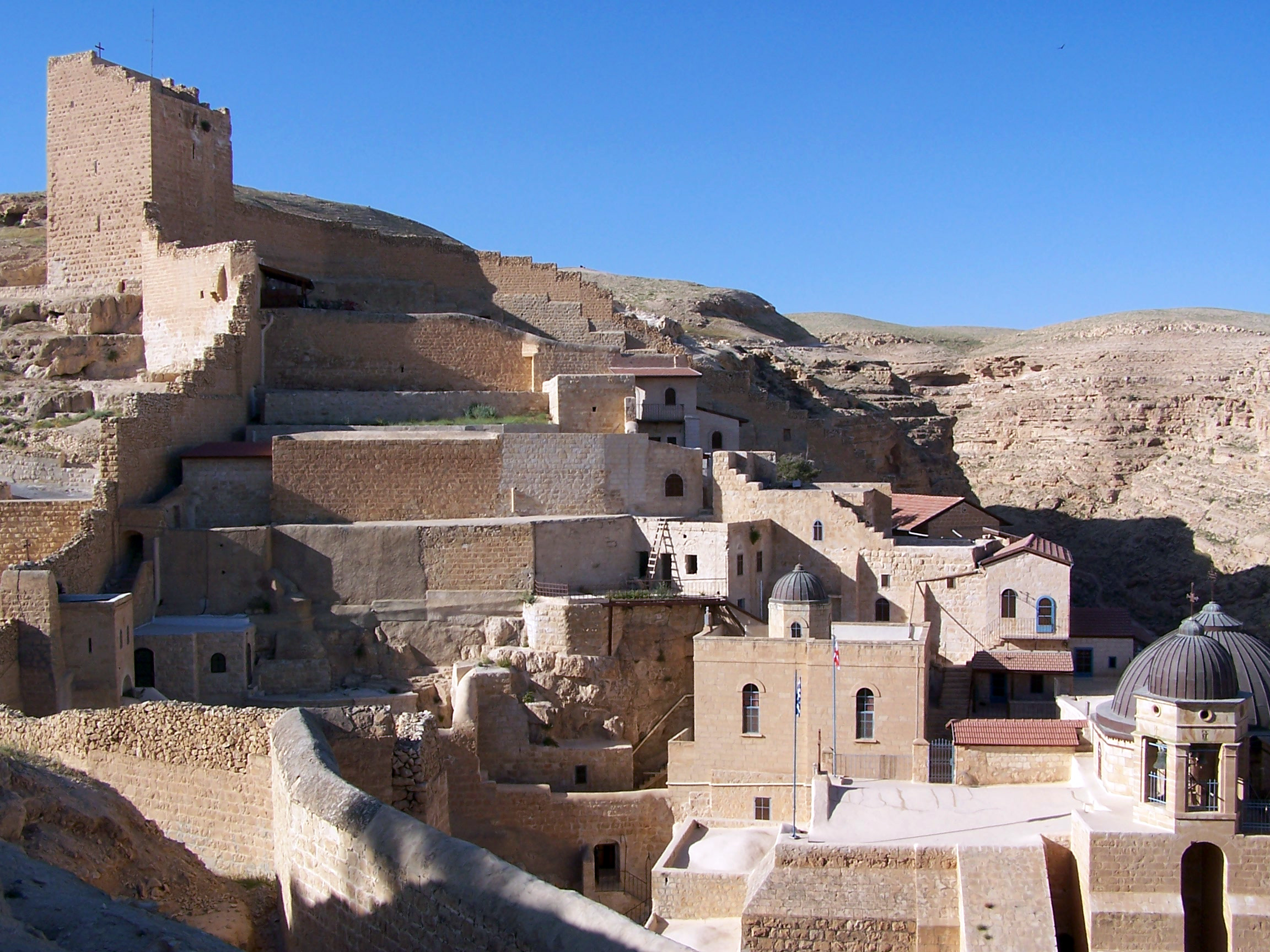
Laure de Saint Sava le Consacré

## Localités
Le gouvernorat se compose de 10 municipalités, 3 camps de réfugiés, et 58 districts ruraux.

### Municipalités
- Battir
- Beit Fajjar
- Beit Jala
- Beit Sahour
- Bethléem
- al-Dawha
- Husan
- al-Khader
- Nahalin
- Tuqu'
- al-Ubeidiya
- Za'atara

### Conseils de village
| - 'Arab al-Rashayida - Artas - al-Asakra - Beit Ta'mir - Dar Salah - Hindaza - al 'Iqab - Juhdum - Jurat ash Sham'a | - Khirbet al-Deir - Marah Rabah - Rakhme - Umm Salamuna - ash Shawawra - Wadi al-Arayis - Wadi Fukin - al-Walaja |  |

### Camps de réfugiés
- Aida
- Beit Jibrin
- Dheisheh